# Kontiojärvi (sjö i Finland, Norra Österbotten)
Kontiojärvi är en sjö i Finland. Den ligger i kommunen Kuusamo i landskapet Norra Österbotten, i den norra delen av landet, 700 km norr om huvudstaden Helsingfors. Kontiojärvi ligger 293,7 meter över havet. Arean är 25,9 hektar och strandlinjen är 3,17 kilometer lång. Sjön  ingår i Kemi älvs huvudavrinningsområde. 